# Pycnophyes maximus
Pycnophyes maximus är en djurart som tillhör fylumet pansarmaskar, och som beskrevs av Charles Wilson Reimer 1963. Pycnophyes maximus ingår i släktet Pycnophyes och familjen Pycnophyidae. Arten är reproducerande i Sverige. Inga underarter finns listade i Catalogue of Life.